# Phalacrocorax auritus
Phalacrocorax auritus là một loài chim trong họ Cốc.
Loài này phân bố dọc theo đường thủy nội địa cũng như ở các vùng ven biển, và phân bố rộng khắp Bắc Mỹ, từ quần đảo Aleutia trong Alaska xuống đến Florida và México. Chúng dài 70–90 cm, sải cánh dài 114–123 cm (45–48 in). Chúng có cân nặng từ 1,2–2,5 kg. Con trống và con mái không khác nhau về bộ lông.
. Loài này được tìm thấy gần sông, hồ và dọc theo bờ biển. Nó chủ yếu ăn cá bắt khi bơi và lặn. Lông của nó, giống như tất cả chim cốc khác là thấm nước và nó phải dành nhiều thời gian làm khô chúng ra sau khi chúng ra khỏi mặt nước. Sau thời gian bị đe dọa bởi việc sử dụng DDT của con người, số lượng chim này đã tăng lên đáng kể trong những năm gần đây.
Có năm phân loài được công nhận: